# Uiwang
Uiwang (의왕시; prononcé en coréen : [ɰi.waŋ]) est une ville de la province de Gyeonggi, en Corée du Sud. C'est l'une des nombreuses villes satellites qui entourent Séoul et qui constituent la Région de la capitale Séoul. Son plus grand voisin urbain immédiat est Anyang. Les sommets bas des montagnes de Gwangju (y compris Moraksan) façonnent le paysage local.
Le transport ferroviaire est important à Uiwang, qui abrite le Musée coréen des chemins de fer et le Collège national des chemins de fer coréens. La ligne 1 du métro de Séoul traverse la ville, tout comme la ligne Gyeongbu. De plus, un terminal de transport de conteneurs Hanjin y est situé.

## Histoire
Elle est promue ville en 1989.

## Géographie
Uiwang est située proche de la limite sud de Séoul. Elle est délimitée à l'est par Baegunsan (백운산), Barasan (바라산), les pentes inférieures du Cheonggyesan (청계산) et Maebongsan (매봉산) ; au sud par la ville de Suwon, à l'ouest par Ansan, Gunpo et Anyang ; et au nord par Gwacheon.
Il y a deux réservoirs remarquables dans la ville : le lac Baegun (백운호수) au pied de Baegunsan, et le lac Wangsong (왕송호수), à la frontière avec Suwon. Le lac Baegun compte un certain nombre de restaurants étrangers, tandis que le lac Wangsong, accessible depuis la station d'Uiwang, possède une draisine récréative, le musée du chemin de fer coréen et le parc éducatif naturel d'Uiwang. La source de l'Anyangcheon - un affluent du fleuve Han - se trouve à Uiwang, tout comme la source du Haguicheon, lui-même un affluent de l'Anyangcheon. La majeure partie d'Uiwang est ainsi drainée vers le nord. Cependant, la source du Hwanggujicheon se trouve également à Uiwang, et elle s'écoule vers le sud, pour finalement se jeter dans la mer Jaune à la baie d'Asan.
La ville est composée de six quartiers (dong) :
| Dong (quartier)  | Population |
| ---------------- | ---------- |
| Gocheon-dong     | 13.386     |
| Naseonil(1)-dong | 23.136     |
| Naseonil(2)-dong | 27.212     |
| Ojeon-dong       | 44.076     |
| Cheonggye-dong   | 14.401     |
| Bugok-dong       | 26.846     |